# Chondracanthus irregularis
Chondracanthus irregularis är en kräftdjursart som beskrevs av John Fraser 1920. Chondracanthus irregularis ingår i släktet Chondracanthus och familjen Chondracanthidae. Inga underarter finns listade i Catalogue of Life.